# Bahía de Villa Maria

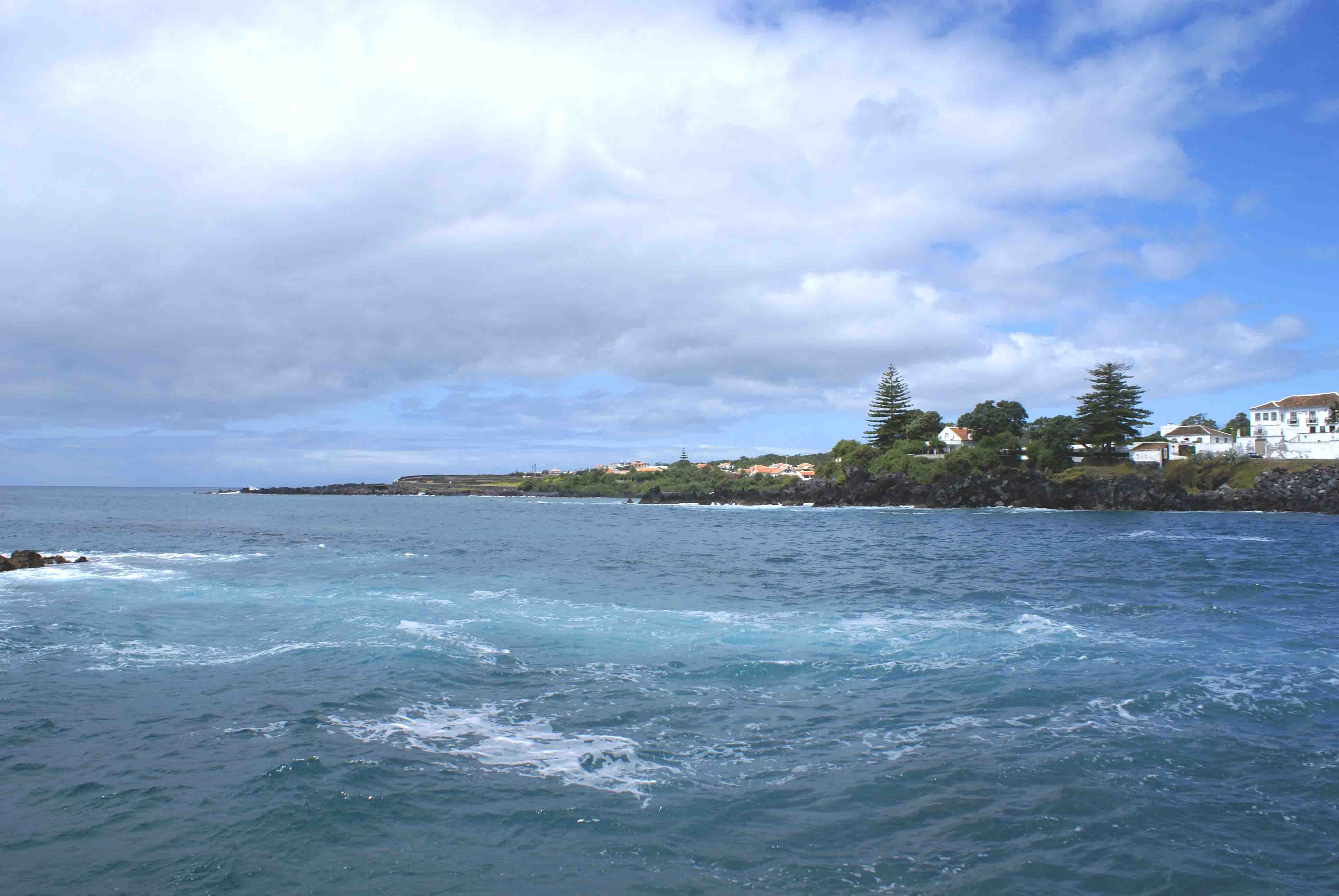
Bahía de Villa Maria, al fondo el pontónde la enseada de las Mêrces y las torres de la iglesia de la freguesía de Son Mateus de la Calheta.

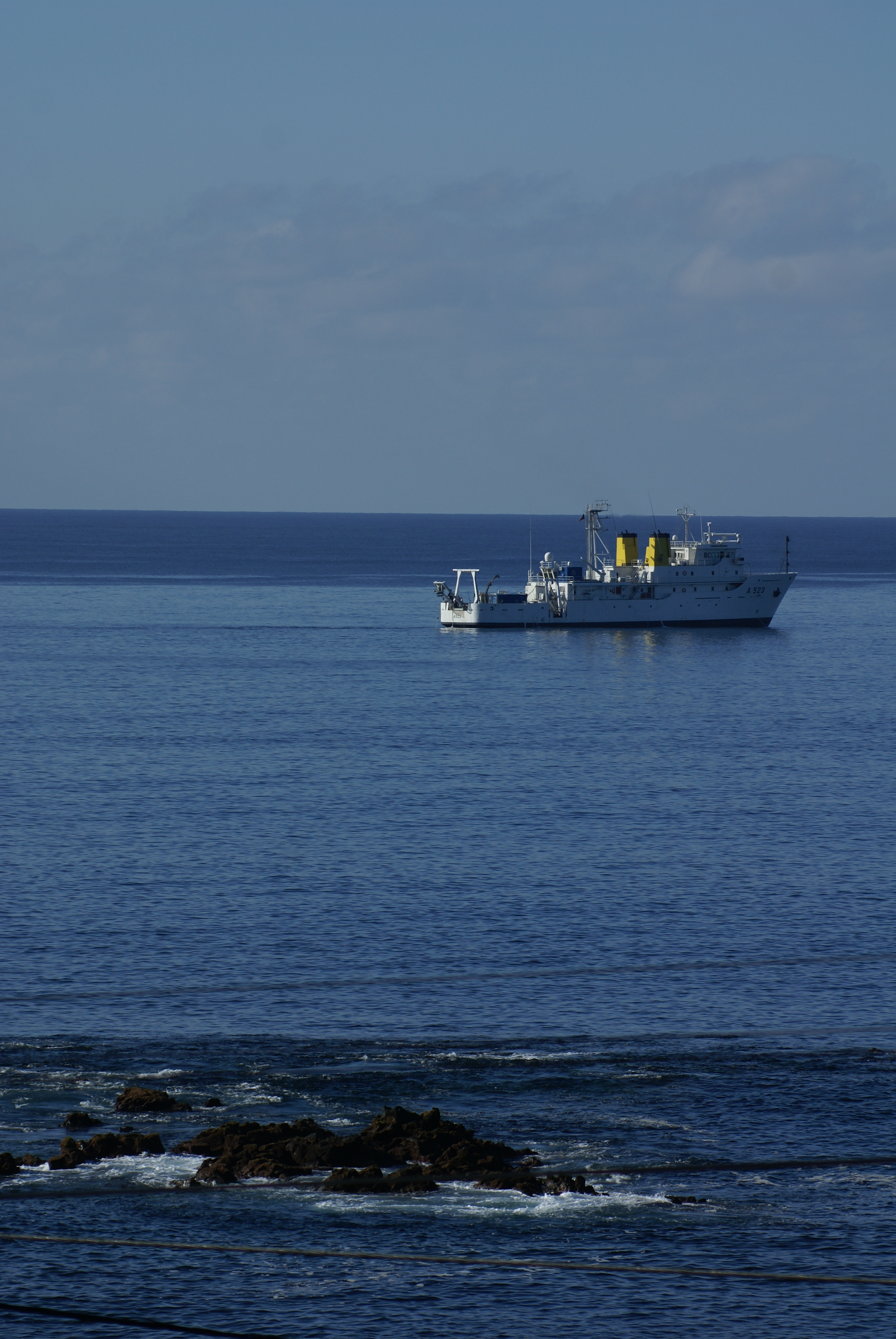
El NRP Almirante Gago Coutinho (A-523) en la bahía de Villa Maria.

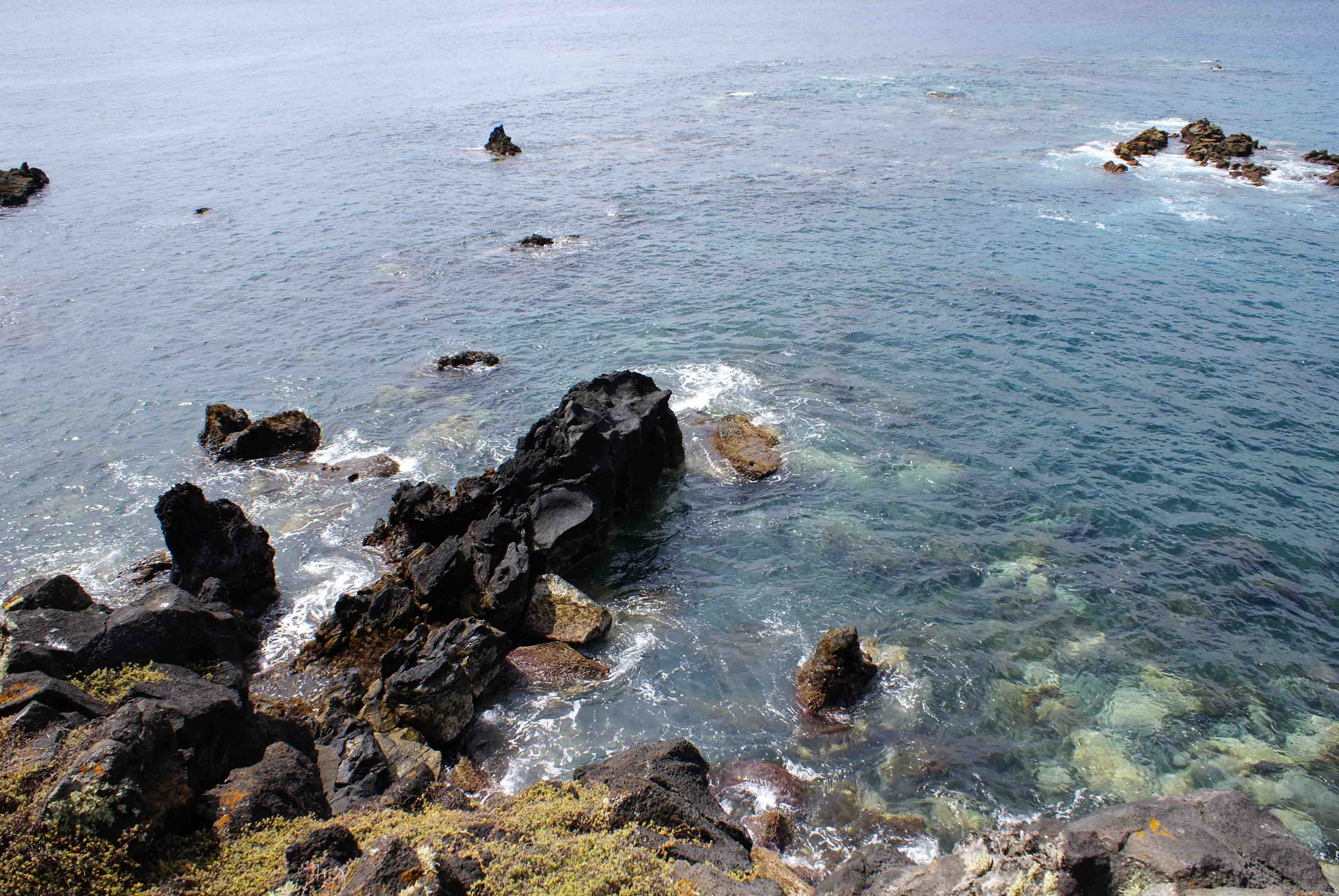
Costa de la bahía de Villa Maria, isla Tercera.

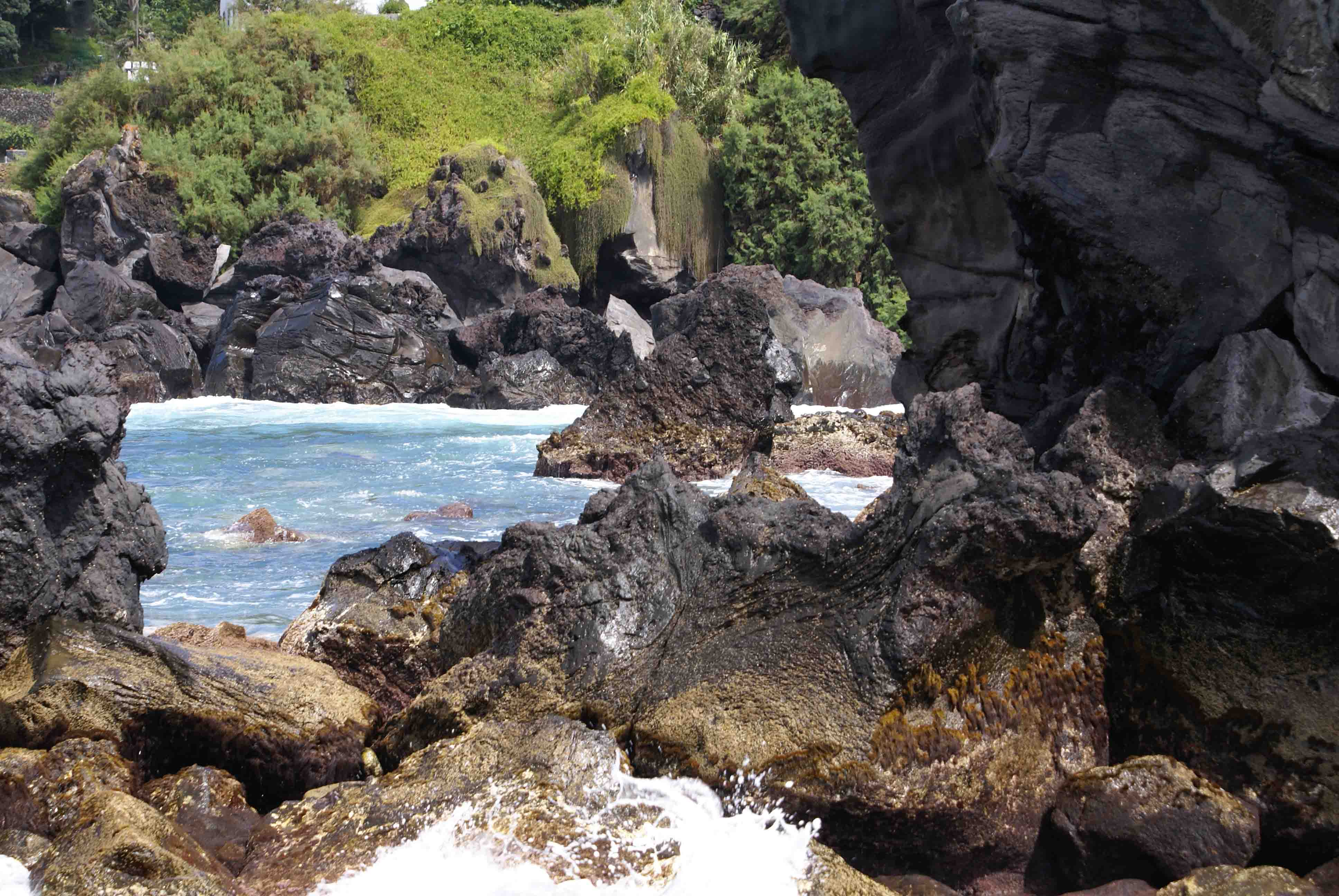
Parte de la ensenadas del Raulino en día de tempestad.

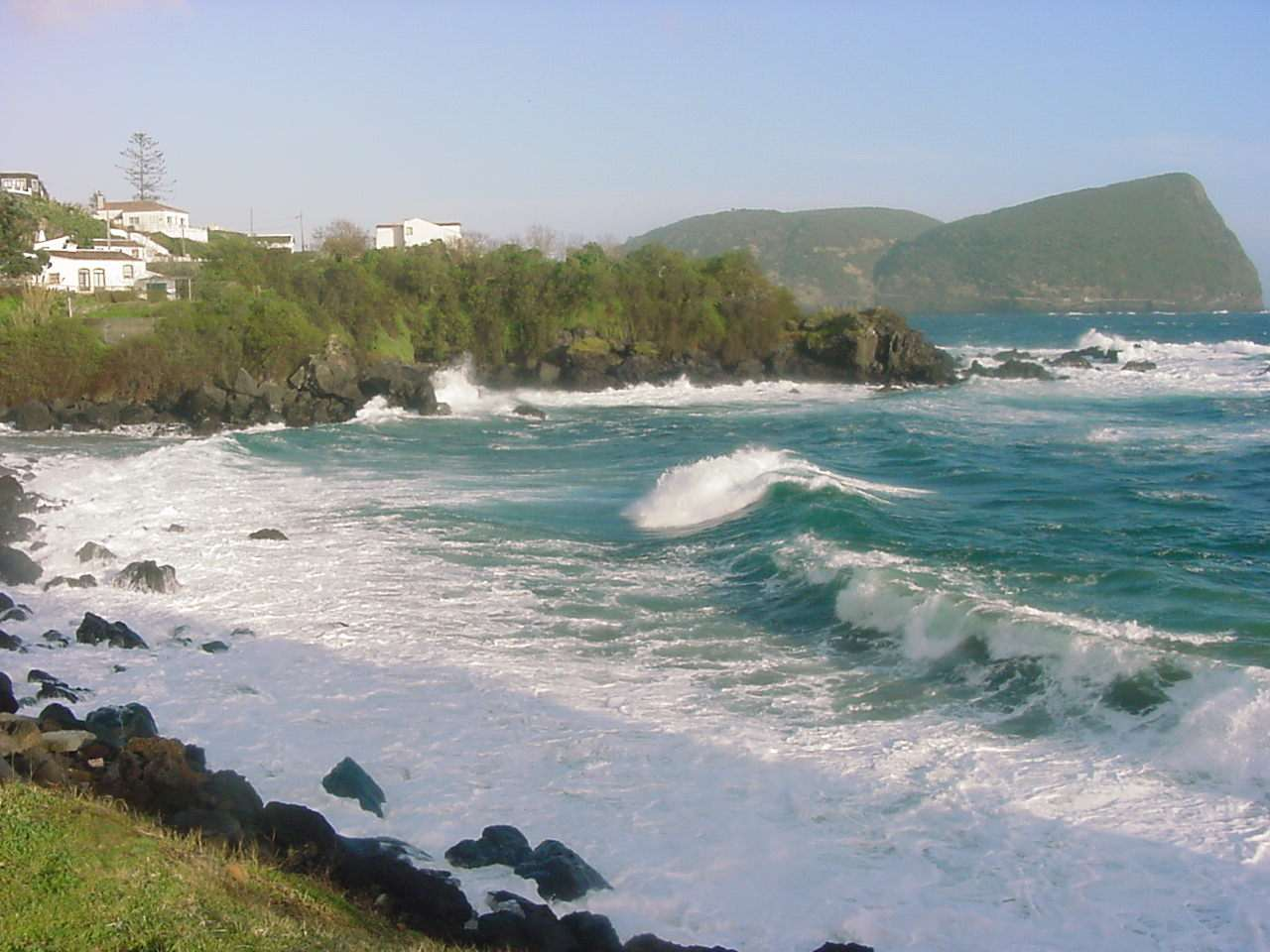
Bahía de Villa Maria, mar en día de tempestad. Al fondo el monte Brasil.

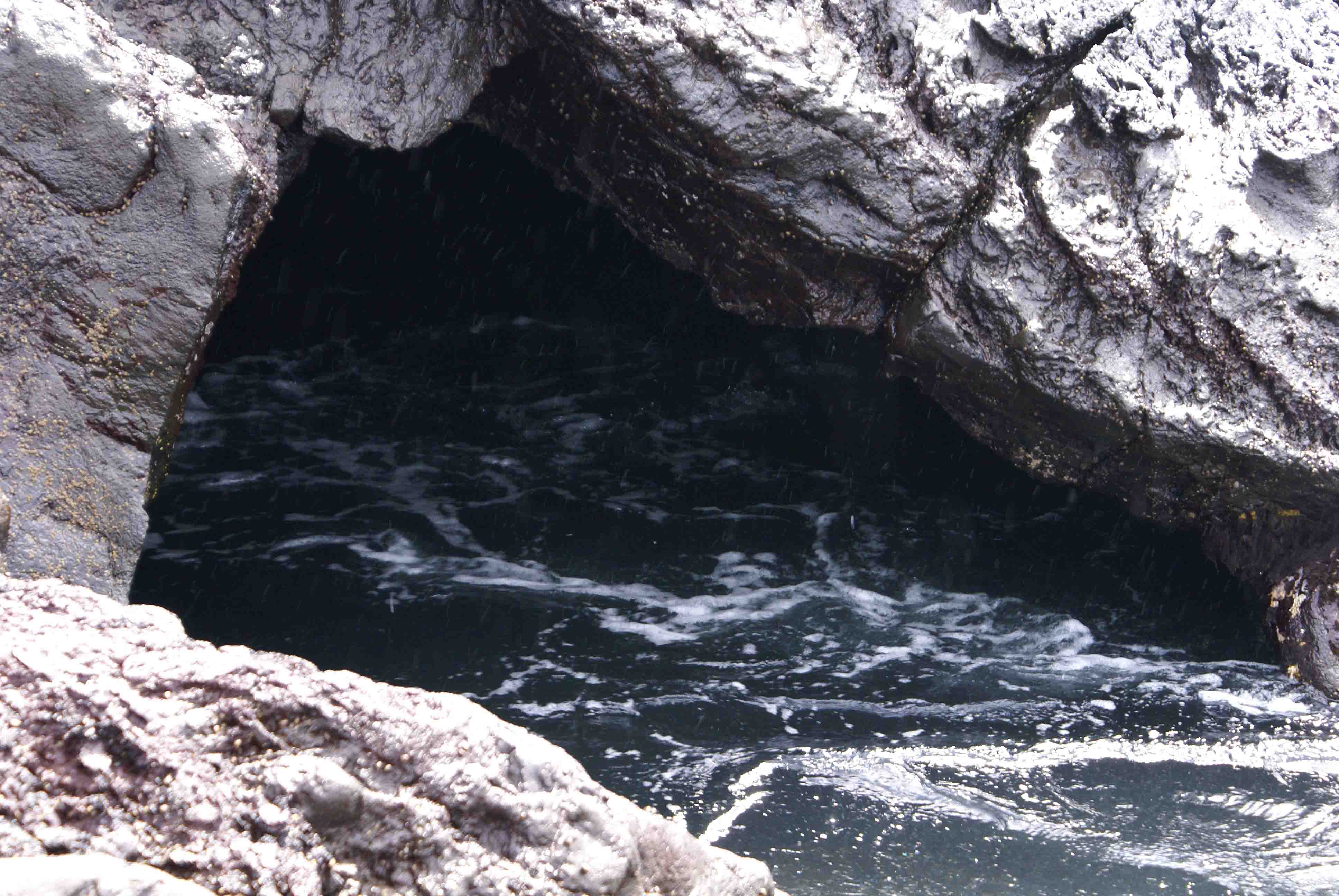
Cueva de origen volcánico junto a la costa de la bahía de Villa Maria.

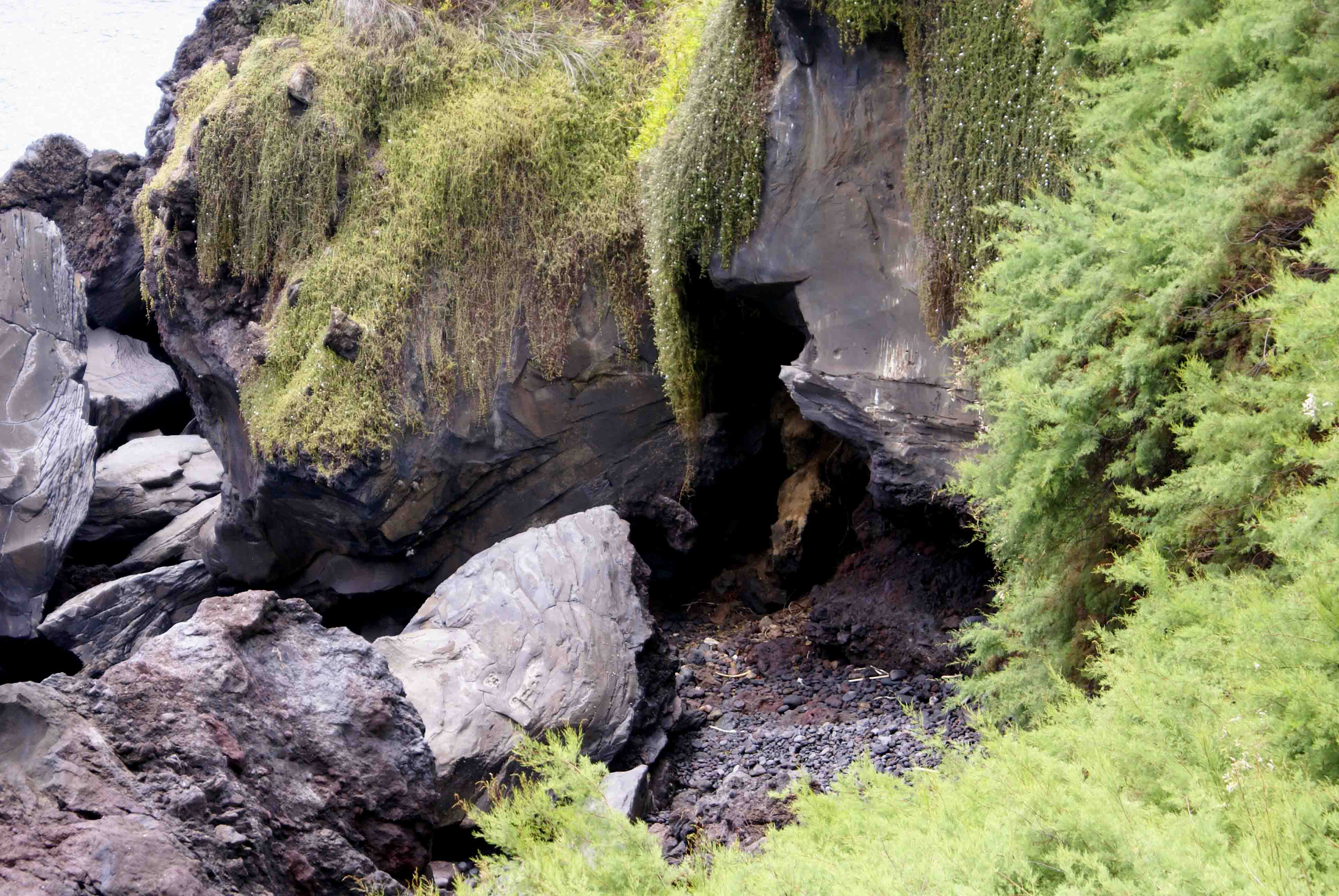
Enseada del Raulino - Grandes piedras basálticas cubiertas de brezo.

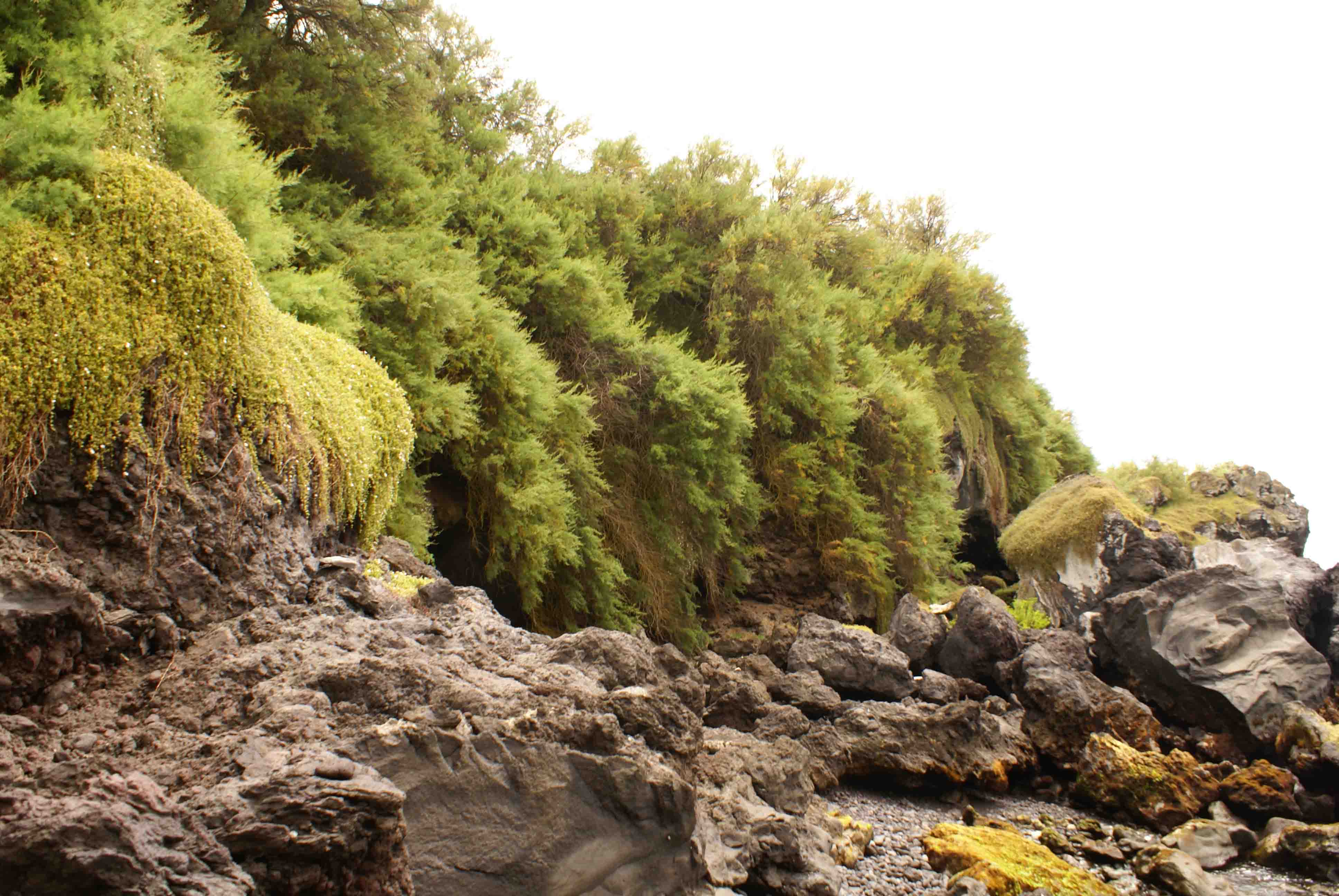
Cobertura de sauces junto a la costa de una de las ensenadas que dan forma a la bahía de Villa Maria.

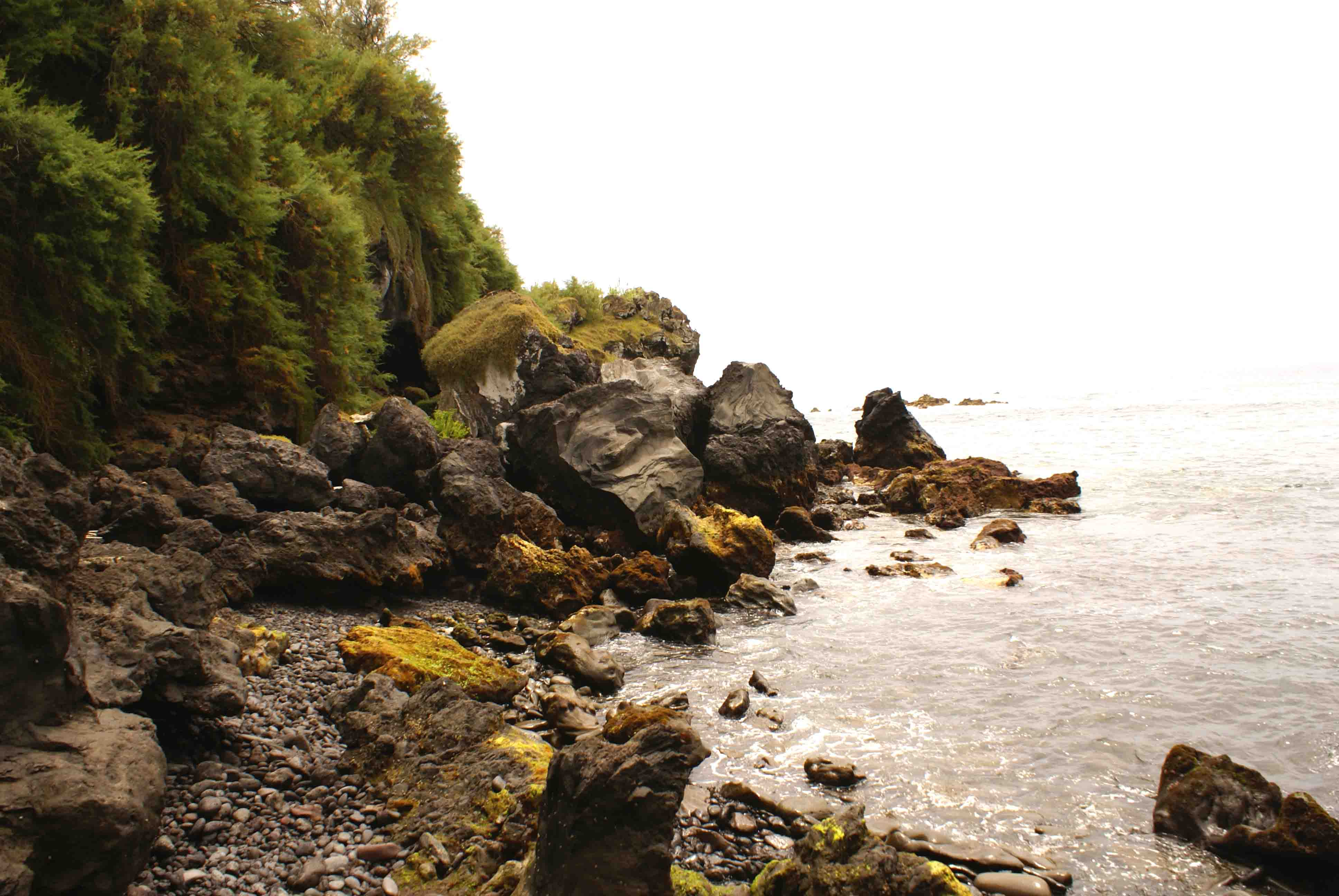
Pormenor de las grandes piedras Volcánicas en una de las ensenadas de la bahía de Vila Maria.

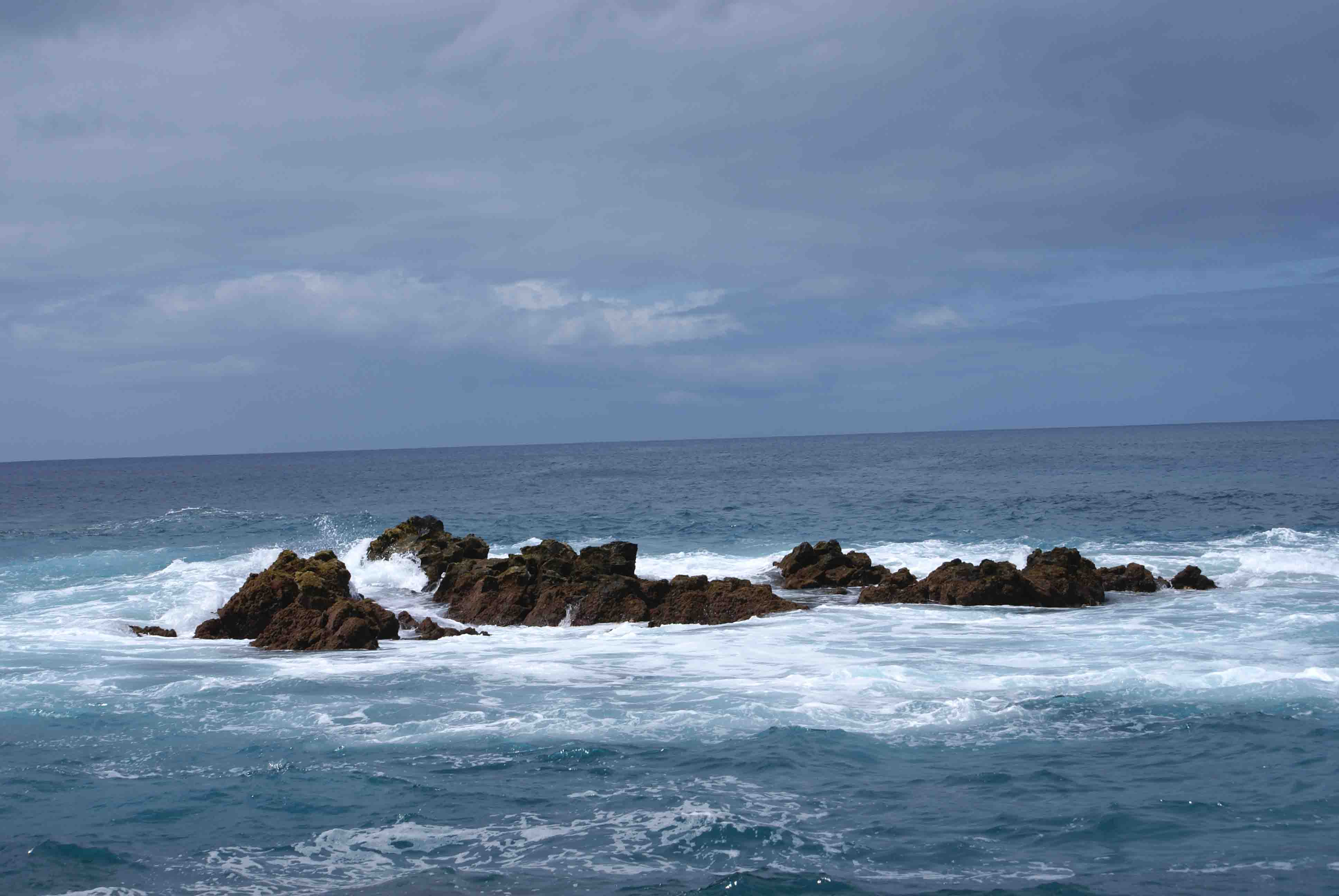
Afloramento rocoso en la baja de la bahía de Villa Maria.

La bahía de Villa Maria se localiza en el municipio de Angra del Heroísmo, en la Isla Tercera, en Azores. En la costa sur de la isla, posee tres playas, distribuidas por dos freguesias, la freguesia de São Pedro y la  de Son Mateus de la Calheta.
Se encuentra comprendida en la Zona de Protección Especial del Monte Brasil, creada por el Decreto Regional n.º 3/80/A, del Gobierno Regional de Azores.

## Formación geológica y descripción
Adquirió este nombre por encontrarse en el área territorial de cobertura del Solar de Villa Maria, edificio particular que además de dar su nombre a esta Bahía lo dio también a la parte de la carretera donde se encuentra. Esta bahía comprende también dos otros antiguos solares, la casa de Baltazar Gonçalves Carbón, igualmente vivienda, que está entre los primeros pobladores que aportaram a la isla Tercera. Este solar se localiza ya en la freguesia de Son Mateus de la Calheta, y el Solar de las Mercês, que actualmente se dedica al turismo de habitación.
ES una bahía formada por tres ensenadas que son también zonas playeras: la ensenada de Raulino o Valter al este, la ensenada de Villa Maria a norte, ambas en la dependencia de la freguesia de São Pedro y la ensenada de las Mercês a poniente, ya en la dependencia de la freguesia de Son Mateus de la Calheta. Las tres ensenadas sestán dotadas de playas de rocas volcánicas y algunas arenas.
De la parte este se destaca un escarpe formado por una única y maciza roca basáltica de color ceniza que ronda los veinticinco metros de altura y que termina en una punta igualmente formada por una única y también maciza roca basáltica. Desde la cima de este peñasco es posible tener una vista bastante amplia sobre parte de la costa sur de la isla Tercera, desde el monte Brasil hasta la freguesia de Son Mateus de la Calheta, destacando aquí la Iglesia Vieja de Son Mateus de la Calheta.
Esta punta natural es muy usada para pesca deportiva dada la abundancia piscícola en las inmediaciones y por encontrarse muy próxima a la Baja de Villa Maria donde es muy variada la vida marina. Esta baja, asociada a una cueva volcánica al nivel de la marea y al peñasco cierra la bahía por el Este.
La cueva, en sí misma es una singularidad geológica que tuvo origen en el mismo escurrimiento de lava que formó esta parte de la costa y su forma es de difícil explicación, ya que podría haber tenido varios orígenes. Garantizado está que tuvo sin duda origen en el escurrimiento de lava que formó esta parte de la costa, pudiendo después haberse formado por alguna burbuja de aire a elevada presión y temperatura o por la simple acumulación de los materiales rocosos que escurrían.
Está compuesta por dos tipos de materiales rocosos iguales a los de la costa circundante. En la parte interior se destacan materiales piroclásticos que fueron revestidos en la parte exterior por una sólida capa de basalto, siendo esta capa la que mantiene la cueva unida cómo uno todo e impide su destrucción por la abrasión marina continua.
Se presenta con una forma de globo, con cerca de 4 metros de altura en la parte más alta por cerca de 10 de longitud y 8 de anchura. La longitud de esta no es estática una vez que la abrasión marina siglo tras siglo excava el material piroclástico 
muy erosionable haciendo aumentar la profundidad de la cueva cada invierno.
La vida marina en esta cueva está principalmente compuesta por anémonas y grandes cantidades de musgos.
En esta baja, bastante ancha y que se profundiza en el sentido de la costa hacia el océano existe una inmensa biodiversidad marina destacándose alrededor de los 20 metros de profundidad algunos animales pelágicos como el mero (Epinepheius margínatus), el lírio (Campogramma glaycos) o la garoupa (Serranus atncauda) que generalmente andan tras los cardúmenes de chicharro.
La parte de poniente de la bahía está delimitada por la ensenada de las Mercês que termina en un promontorio de apreciables dimensiones,  formado por roca basáltica suelta que da lugar a algunas piscinas naturales de agua salada.
La costa alrededor de la bahía está formada por 2 principales tipos de escurrimientos de lava. El primero dio origen a rocas altas y abrasivas de color negro. Típica escoria volcánica quemada, sólidamente unida en un único corrimiento lávico. El segundo, una corriente de basalto que conforme la roca subyacente, más blanda, va siendo erosionada por la abrasión marina origina la rotura y consecuente caída de la misma dando de esta forma origen a las grandes piedras basálticas, sueltas de color ceniza, siendo que esta corriente lávica aconteció en la parte originaria de la bahía y se solapó a la primera.
Por medio de estas dos corrientes lávicas surgen pequeñas rocas y arenas también de origen volcánico que por formaron los fondos y substratos de las ensenadas que forman la Bahía de Villa Maria. Estas rocas de más pequeña dimensión a lo largo de los siglos y debido al continuo efecto de la abrasión marina dieron origen al guijarro que forma gran parte de las bahías de Azores surgiendo en las bahías  mezclados con arenas, siendo estas arenas unas volcánicas y otras formadas por miríadas de conchas calcáreas de pequeños seres marinos.
Los fondos marítimos de esta bahía, incluyendo los fondos del interior de las hendiduras que son muy abundantes alrededor de la baja, están formados, mayoritariamente, por cantos rodados, bloques rocosos y pequeñas zonas de arena. Sobre este fondo, y en la pared rocosa circundante, se verifica la existencia de una enorme variedad de algas.
Se trata de una buena zona de observación marina pudiendo a través del buceo, efectuado tanto en apnea como con botellas, desde cerca a la costa hasta al extremo de la baja y de las ensenadas circundantes, observar una fauna y flora variadísimas.
La cota de profundidad es bastante variable, creciendo en el sentido de la costa hacia la baja con lentitud primero para después de esta rápidamente llegar a gran profundidad.
La línea de la costa se encuentra por el este poblada por sauces desde la ensenada del Raulino hasta la playa de guijarros de la Villa Maria donde esta se encuentra con la carretera de circunvalación de la isla, para de nuevo, y junto a la ensenada de las Mercês volver a estar poblada por sauces.
El acceso a la bahía de Villa Maria puede hacerse por carretera o por barco. Siendo que el acceso por carretera (sostenida por un largo muro de piedra) se realiza por la carretera de circunvalación de la isla y el acceso por barco puede ser hecho preferentemente por el Puerto de las Pipas en la ciudad de Angra del Heroísmo y por el Puerto de Son Mateus de la Calheta, en la freguesia de Son Mateus de la Calheta.

## Historia
Esta bahía es utilizada desde el poblamiento de las islas, dato el acceso fácil que tenía desde tierra. Existen registros de su uso frecuente desde 1502, altura en que fue construida la parte más antigua de la mansión de Villa Maria, visto que parte de las maderas y otros materiales de la construcción fueron transportados por mar y allí descargados. Para eso habrá contribuido mucho la mala calidad de los caminos en el inicio del poblamiento, o aun la ausencia de los mismos, pues es hecho documentado que durante muchos años era mucho más práctico hacer el transporte por mar que por tierra.
Fue también por esta bahía que el vitivinicultor João Inácio de Bettencourt Noronha, propietario de Villa Maria descargaba el vino que producía en sus vastas propiedades de la isla de San Jorge, expresamente en la Fajã de San João, Urzelina y Calheta y que tras engarrafado en Villa Maria, era entonces colocado en el mercado.
El acceso de esta bahía con la carretera se hace por unas "Puertas del Mar", alta arcada hecha en cantería de toba volcánica, que en un pasado muy remoto debería tener un portón para impedir la entrada de piratas o corsarios visto que en las piedras de cantería que forman la arcada existen los locales donde se encontraban las bisagras y herrajes
Junto a esta arcada y también hecha en cantería existe una casa para guardar embarcaciones, actualmente sin puerta, que fue destruida por un huracán que asoló Azores en 1986 y que data de la misma época constructiva (posiblemente 1502) visto que ostentan el mismo estilo arquitectónico y el haber sido hecha en el mismo material rocoso.
En la pared de los fondos de esta casa de barcos existe una segunda arcada, actualmente tapada con piedra y que se desconoce su finalidad. Rezan las leyendas que era el local de un pasaje secreto entre la casa de 1502 y la bahía por si fuera necesario alguna fuga rápida causada por piratas que eran muy frecuentes en los mares de Azores.
La bahía de Villa Maria se encontraba protegida por los campos de fuego del Fuerte de la Mala Herramienta, del Fuerte del Fanal y del Fuerte de la Marea, no conociéndose la existencia de cañones de defensa en la bahía. Sin embargo, en el Solar de Villa Maria, existe un torreón con siete metros de altura donde era posible colocar un cañón y que habría sido usado para ese fin visto su forma constructiva dotada de almenas y en el centro del mismo existir una piedra circular con un agujero al centro que podía ser usado para fijar una pieza de artillería.
Durante las festividades de las Son Joaninas realizadas anualmente en el Municipio de Angra del Heroísmo, esta bahía, fue el día 24 de junio de 2008, escenario del 1.º Concurso de Pesca Submarina en buceo en apnea, concurso este abierto a todos aquellos que poseyeran licencia actualizada para esa actividad.